# Cortinarius cumatilis
Cortinarius cumatilis Fr., Epicrisis Systematics Mycologici (Upsaliae): 269 (1838).
Il Cortinarius cumatilis  è un fungo molto vicino al Cortinarius praestans e si riconosce per il colore violaceo del cappello, le lamelle biancastre, il portamento robusto e l'habitat sotto conifere.

## Descrizione della specie
Cappello
6–10 cm, prima emisferico, poi convesso, infine piano-convesso.
margineinvoluto, fibrilloso.
cuticolaviscosa, sericea, blu violacea, grigio-porpora, con sfumature ocra-bluastre.
Lamelle
Fitte, strette, sinuose, adnate, biancastre poi bruno-grigiastre con sfumature violacee, con il filo seghettato, biancastro.
Gambo
5-10 x 1–2 cm, da cilindrico a leggermente clavato, pieno, duro, fibrilloso, bianco, coperto da un velo violetto più persistente alla base.
Spore
10-12 x 5,5-6,5 µm, da ellittiche ad amigdaliformi, lievemente verrucose.
Carne
Biancastra, compatta.
- Odore: inodore.
- Sapore: dolce.

## Reazione chimica
KOH + cuticola: brunastro.

## Habitat
Specie acidofila, cresce prevalentemente in simbiosi con le conifere.

## Commestibilità
Buona.

## Etimologia
- Genere: dal latino cortinarius = attinente alle cortine, per i caratteristici residui del velo parziale.
- Specie: dal greco kúma = onda del mare, per il colore del cappello.

## Specie simili
Può essere confuso con il Cortinarius volvatus che non è commestibile e provoca disturbi gastrointestinali.

## Varietà
Cortinarius cumatilis var. haasii (Moser) Quadr., Docums Mycol. 14(no. 56): 28 (1985).
Lamelle bluastre negli esemplari giovani, gambo più sottile, bulboso alla base. Spore da amigdaliformi a citriformi, un po' verrucose,  9-11,5 x 5-6 µm. Calcicolo, predilige crescere sotto latifoglie.